# Mark 81

Mark 81 (Mk-81) es una bomba sin guía de propósito general, parte de la serie Mark-80 de EE. UU. Tiene un peso nominal de 118 kg y es la bomba más pequeña de la serie Mark-80.

## Historia y Desarrollo
Bomba de gran aerodinámica, fue desarrollada para las fuerzas militares de los Estados Unidos en la década de 1950 dentro del marco del proyecto Mark 80. Este proyecto nació a partir de una investigación hecha en 1946 sobre los efectos negativos en función del pobre régimen de aciertos, provocada por la pobre aerodinámica de las bombas usadas en aquella época. La investigación dio lugar al desarrollo de cuatro bombas de diferente poder destructivo diseñadas por Ed Heinemann:
- Mark 81 de 250 lb (118 kg)
- Mark 82 de 500 lb (227 kg)
- Mark 83 de 1000 lb (447 kg)
- Mark 84 de 2000 lb (925 kg)

La propia Mk-81 consiste en un molde de acero de 96 libras (44 kg) compuestas por H6 , Minol o Tritonal.
La Mark 81 fue utilizada por primera vez en la Guerra de Vietnam y rápidamente demostró un pobre desempeño debido a su pequeño poder destructivo.
El poder de los Mk-81 resultó ser inadecuada para EE.UU, en su uso táctico y militar, y se interrumpió rápidamente, aunque las copias construidas bajo licencia o sus duplicados de estas armas siguen en servicio con varias otras naciones.

## Variantes
- (GBU-29): A raíz de darle un nuevo uso a las bombas descontinuadas, se desarrolló una variante guiada de la bomba Mk-81. Este proyecto se inició debido a su potencial para reducir los daños colaterales en comparación con bombas más grandes, pero este programa ha sido cancelado a favor de bombas de diámetro pequeño.

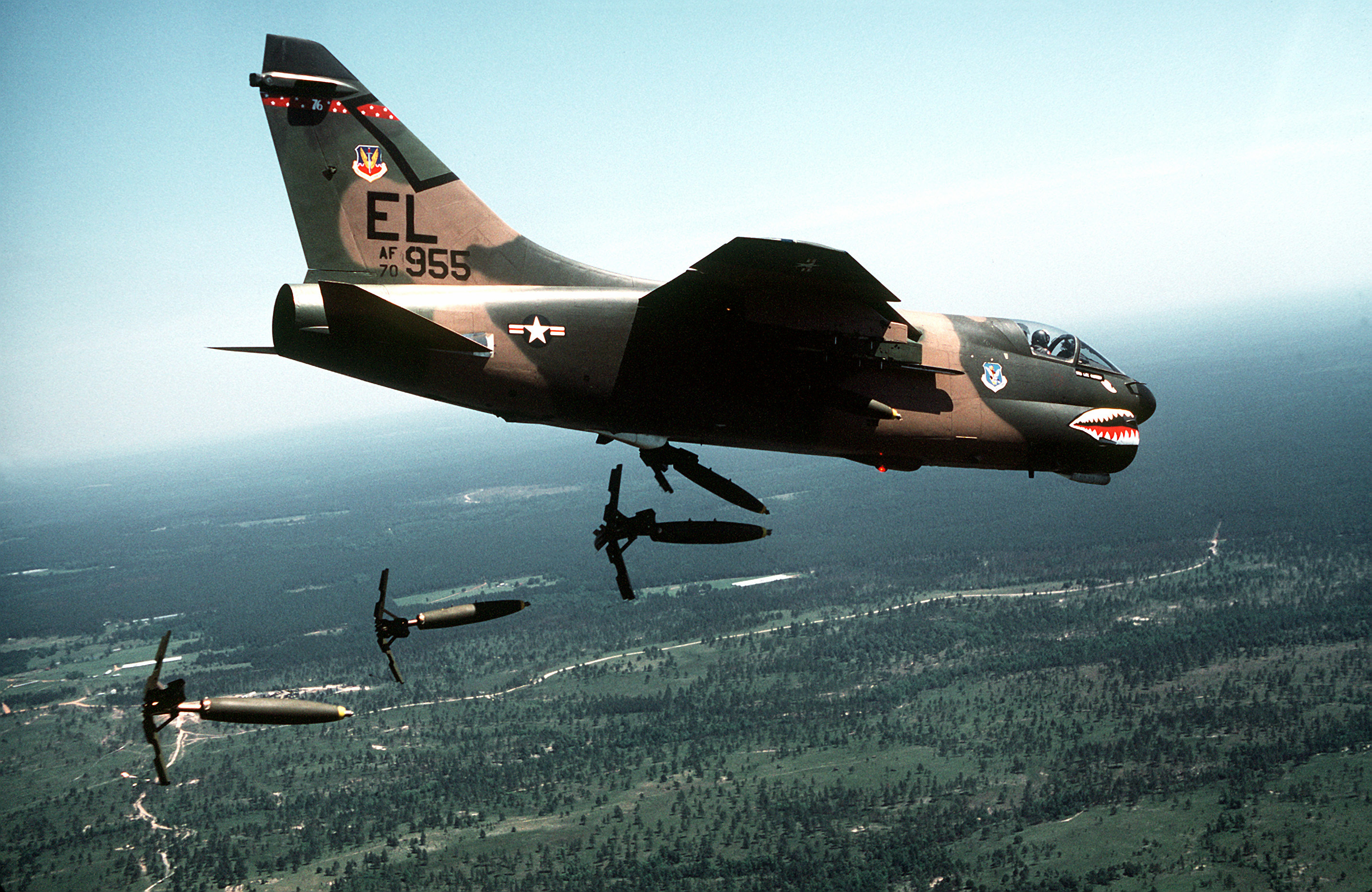
Un A-7D de la Fuerza Aérea de Estados Unidos lanzando bombas Mk-82 Snakeye, se puede distinguir el "paracaídas" que tiene la bomba.

- Mk-81 Snakeye: Es una variante equipada con un freno de aire para lanzamientos a baja altura, el ingenio permite lanzar la bomba sin ser dañado por la explosión de la misma.

## Usuarios
México
- Fuerza Aérea Mexicana y  Armada de México Mark 81 y Mark 82
- Argentina

Argentina utiliza estas bombas para equipar al entrenador avanzado IA-63 pampa y al IA-58 Pucará de manufactura nacional en misiones de Ataque a tierra y misiones COIN.
Este último fue utilizado durante la Guerra de Malvinas en misiones de apoyo a las tropas de infantería.
- Brasil e  Italia

Ambas naciones equipan con la bomba Mk-81 a sus aviones de ataque a tierra AMX International.
- Perú

Perú posee una cierta cantidad de bombas y las utilizan para armar a sus EMB-312 Tucano.
- Portugal

Los A-7 Corsair II y los F-16 A/B Block 15 de la Fuerza Aérea Portuguesa pueden ir armados con la Mk-81.

### Desarrollos relacionados
- Mark 82
- Mark 83
- Mark 84